# ضيف الليل (مسلسل)
ضيف الليل مسلسل عراقي للمخرجة رجاء كاظم.

## الممثلون
- شعاع.
- طه علوان.
- ضياء كريم.
- وفاء حسين.
- عز الدين طابو.
- صبحي العزاوي.
- زهرة الربيعي.
- آلاء شاكر.
- عبد الجبار الشرقاوي.
- شذى سالم.[1]